# Coalton (Illinois)
Coalton es una villa ubicada en el condado de Montgomery en el estado estadounidense de Illinois. En el Censo de 2010 tenía una población de 304 habitantes y una densidad poblacional de 234,75 personas por km².

## Geografía
Coalton se encuentra ubicada en las coordenadas 39°17′7″N 89°18′4″O / 39.28528, -89.30111. Según la Oficina del Censo de los Estados Unidos, Coalton tiene una superficie total de 1.29 km², de la cual 1.29 km² corresponden a tierra firme y (0%) 0 km² es agua.

## Demografía
Según el censo de 2010, había 304 personas residiendo en Coalton. La densidad de población era de 234,75 hab./km². De los 304 habitantes, Coalton estaba compuesto por el 93.42% blancos, el 0.66% eran afroamericanos, el 0.66% eran amerindios, el 0.33% eran asiáticos, el 0% eran isleños del Pacífico, el 2.96% eran de otras razas y el 1.97% pertenecían a dos o más razas. Del total de la población el 3.95% eran hispanos o latinos de cualquier raza.